# Piper illautum
Piper illautum är en pepparväxtart som beskrevs av William Trelease. Piper illautum ingår i släktet Piper och familjen pepparväxter. Inga underarter finns listade i Catalogue of Life.